# Posavsko-podmajevička grupna nogometna liga 1987./88.
"Posavsko-podmajevička grupna nogometna liga" je bila jedna od četiri grupne lige "Međuopćinskog nogometnog saveza Brčko" i liga sedmog stupnja nogometnog prvenstva Jugoslavije u sezoni 1987./88. 
 
Sudjelovalo je 12 klubova, a prvak je bio klub "Dubrave".  

## Ljestvica
| mj. | klub                    | ut. | pob. | ner. | por. | gol+ | gol- | bod     |
| --- | ----------------------- | --- | ---- | ---- | ---- | ---- | ---- | ------- |
| 1.  | Dubrave                 | 22  | 15   | 1    | 6    | 75   | 63   | 29 (-2) |
| 2.  | 27. Juli Bok            | 22  | 14   | 1    | 7    | 64   | 41   | 28 (-1) |
| 3.  | Poljoprivednik Krepšić  | 22  | 11   | 2    | 9    | 46   | 32   | 24      |
| 4.  | Međiđa Gornja Međeđa    | 22  | 10   | 4    | 8    | 46   | 47   | 24      |
| 5.  | Bratstvo Srnice         | 22  | 11   | 1    | 10   | 42   | 46   | 23      |
| 6.  | Pelagićevo              | 22  | 9    | 4    | 9    | 64   | 47   | 22      |
| 7.  | 25. Maj Biberovo Polje  | 22  | 11   | 0    | 11   | 44   | 51   | 22      |
| 8.  | Borac Seonjaci          | 22  | 11   | 0    | 11   | 43   | 45   | 21 (-1) |
| 9.  | Mladost Bosanska Bijela | 22  | 9    | 3    | 10   | 46   | 53   | 21      |
| 10. | Jedinstvo Kopanice      | 22  | 8    | 4    | 10   | 49   | 46   | 20      |
| 11. | Budućnost Vučilovac     | 22  | 4    | 4    | 14   | 45   | 78   | 12      |
| 12. | Sloga Hrgovi Donji      | 22  | 5    | 2    | 15   | 31   | 51   | 11 (-1) |

- Bosanska Bijela – naziv za naselje Bijela

## Rezultatska križaljka
| kratica | klub                    | 25MAJ | 27JUL | BOR | BRA | BUD | DUB | JED | MEĐ | MLA | PEL | POLJ | SLO |
| --- | ----------------------- | ----- | ----- | --- | --- | --- | --- | --- | --- | --- | --- | ---- | --- |
| 25MAJ | 25. Maj Biberovo Polje  |       |       |     |     |     |     |     |     |     |     |      |     |
| 27JUL | 27. Juli Bok            |       |       |     |     |     |     |     |     |     |     |      |     |
| BOR | Borac Seonjaci          |       |       |     |     |     |     |     |     |     |     |      |     |
| BRA | Bratstvo Srnice         |       |       |     |     |     |     |     |     |     |     |      |     |
| BUD | Budućnost Vučilovac     |       |       |     |     |     |     |     |     |     |     |      |     |
| DUB | Dubrave                 |       |       |     |     |     |     |     |     |     |     |      |     |
| JED | Jedinstvo Kopanice      |       |       |     |     |     |     |     |     |     |     |      |     |
| MEĐ | Međiđa Gornja Međeđa    |       |       |     |     |     |     |     |     |     |     |      |     |
| MLA | Mladost Bosanska Bijela |       |       |     |     |     |     |     |     |     |     |      |     |
| PEL | Pelagićevo              |       |       |     |     |     |     |     |     |     |     |      |     |
| POLJ | Poljoprivednik Krepšić  |       |       |     |     |     |     |     |     |     |     |      |     |
| SLO | Sloga Hrgovi Donji      |       |       |     |     |     |     |     |     |     |     |      |     |
| |                         |       |       |     |     |     |     |     |     |     |     |      |     |
| podebljan rezultat - utakmice od 1. do 11. kola (1. utakmica između klubova) rezultat normalne debljine - utakmice od 12. do 22. kola (2. utakmica između klubova) rezultat nakošen - nije vidljiv redoslijed odigravanja međusobnih utakmica iz dostupnih izvora rezultat nakošen i smanjen * - iz dostupnih izvora nije uočljiv domaćin susreta prekrižen rezultat - poništena ili brisana utakmica p - utakmica prekinuta 3:0 p.f. / 0:3 p.f. - rezultat 3:0 bez borbe n.i. - nije igrano |                         |       |       |     |     |     |     |     |     |     |     |      |     |

 Izvori: 